# Azinhal, Peva e Valverde
Azinhal, Peva e Valverde (oficialmente: União das Freguesias de Azinhal, Peva e Valverde) é uma freguesia portuguesa do município de Almeida, com 47,05 km² de área e 261 habitantes (censo de 2021). A sua densidade populacional é 5,5 hab./km².

## História
Foi constituída em 2013, no âmbito de uma reforma administrativa nacional, pela agregação das antigas freguesias de Azinhal, Peva e Valverde com sede em Peva.

## Demografia
A população registada nos censos foi:
| Distribuição da População por Grupos Etários | Distribuição da População por Grupos Etários | Distribuição da População por Grupos Etários | Distribuição da População por Grupos Etários | Distribuição da População por Grupos Etários | Distribuição da População por Grupos Etários |
| -------------------------------------------- | -------------------------------------------- | -------------------------------------------- | -------------------------------------------- | -------------------------------------------- | -------------------------------------------- |
| Antes da agregação                           |                                              |                                              |                                              |                                              |                                              |
| Ano                                          | 0-14 anos                                    | 15-24 anos                                   | 25-64 anos                                   | >= 65 anos                                   | Total                                        |
| 2001                                         | 37                                           | 21                                           | 138                                          | 157                                          | 353                                          |
| 2011                                         | 12                                           | 25                                           | 112                                          | 177                                          | 326                                          |
| Após a agregação                             |                                              |                                              |                                              |                                              |                                              |
| Ano                                          | 0-14 anos                                    | 15-24 anos                                   | 25-64 anos                                   | >= 65 anos                                   | Total                                        |
| 2021                                         | 3                                            | 8                                            | 85                                           | 165                                          | 261                                          |